# Ask Rostrup
Ask Rostrup (* 26. Februar 1966 in Kopenhagen) ist ein dänischer Journalist, Moderator und Synchronsprecher.

## Leben
Ask Rostrup wuchs als Sohn des Schauspielers Hans Rostrup und dessen Frau Sus Ruth Heiberg in Kopenhagen auf, wo er bis heute lebt.
Nach seinem Abitur im Jahr 1984 absolvierte er bis 1991 ein Journalistik-Studium. Ab dem Jahr 1991 arbeitete er als Redakteur bei der Berlingske. Von 1998 bis 2001 war er als EU-Korrespondent in Brüssel tätig. Von 2001 bis 2007 war er als Hörfunkmoderator bei Danmarks Radio tätig. Von Februar 2007 bis April 2012 war er als politischer Redakteur bei TV 2. Bei diesem Sender moderierte er auch einige Jahre lang die Sendung Langt fra Borgen. Von April 2021 bis zum Januar 2022 war Rostrup der Chefredakteur des Senders TV 2 News. Er ist auch als Synchronsprecher für Zeichentrickfilme aktiv.
Rostrup ist verheiratet und hat drei Kinder.

## Filmografie
- 2017: Doctor Harvig (Film)

## Sprechrollen
- 2008: Rejsen til Saturn (Film)
- 2011: Jensen & Jensen (Film)